# Фаллада — последняя глава
«Фаллада — последняя глава» (нем. Fallada — letztes Kapitel) — художественный фильм режиссёра Роланда Грефа (Roland Gräf), снятый в ГДР в 1988 года на студии художественных фильмов DEFA. Фильм снят по мотивам книги Тома Крепона «Жизнь и смерть Ганса Фаллады» (1978). В главных ролях сыграли Йорг Гудзун (Ганс Фаллада), Ютта Ваховяк (Анна Фаллада), Катрин Засс (Урсула Лош), Коринна Харфух (Эльза-Мария Буконье).

## Сюжет
В 1937 году Ганс Фаллада отправился с женой Анной на берлинскую киностудию, где ему показали отрывки из фильма, прославляющего национал-социализм. Ему предлагают написать сценарий к подобному фильму, за что ему обещают 20 000 марок, которые ему срочно нужны. Поскольку он не добивается такого большого прогресса, как ему хотелось бы, ему была предоставлена помощь Эльзы-Марии Буконье из Берлина, чтобы поддержать его в писательской работе в Карвице. Его попытки физически приблизиться к ней терпят неудачу. Когда он навещает Эльзу-Марию Буконье в её берлинской квартире после того, как его рукопись была отклонена, между ними происходит близость. Его жене Анне приходится присматривать за ним во время приступов депрессии и терпеть его выходки.
Однажды у входной двери появляется полицейский, который хочет поговорить с Гансом Фалладой. Ему поручено проверить Фалладу, поскольку есть подозрения, что он снова принимает наркотики. Анна ищет его и находит в комнате горничной Аннализы. Ему удалось убедить полицейского в своей невиновности. Он обвиняет свою жену в том, что она сообщила о нём в полицию, но Анна даёт ему понять, что жалоба исходит от Эльзы-Марии Буконье. Это часть интриги, затеянной против него в Имперском министерстве народного просвещения и пропаганды с целью убедить его работать в интересах национал-социализма.
Фалладу прикомандировывают к Имперской службе труда на юге Франции. После возвращения он думает написать роман по заказу министерства пропаганды, в чём его также побуждает г-жа Буконье. Ганс Фаллада не может настроиться на работу. Кроме того, длительное пребывание в санатории, куда он был помещён из-за алкогольной и таблеточной зависимости, мешает ему продуктивно работать. После того, как его выпустили из лечебницы, он находит родственников жены и свою мать в своём доме в Карвице, куда они бежали от последствий развернувшейся войны в крупных городах Германии. Разругавшись с родственниками за семейным столом, он отправляется в местный ресторан, чтобы напиться.
Здесь он знакомится с вдовой берлинского фабриканта Урсулой Лош, которая также искала убежища в маленьком городке со своей маленькой дочерью. Он остаётся у неё на ночь. Когда около полудня он приходит домой пьяный, жена сообщает ему, что разводится. Когда он в нетрезвом состоянии идёт за своими вещами в доме, Фаллада берёт винтовку и начинает беспорядочно стрелять, а затем целится в свою разведённую жену. Анне удаётся вырвать у него винтовку и бросить винтовку в озеро. За эти выходкии Фаллада попадает в тюрьму. Он подает заявление на получение разрешения на написание в тюрьме романа, воспевающего национал-социализм. Его просьбу удовлетворяют, предоставив ему перо и бумагу. Фактически, между строк, он пишет в тюрьме рукопись своей знаменитой книги «Пьющий» (Der Trinker). После освобождения из тюрьмы он возвращается к Урсуле. Его любовь к ней даёт ему новые силы, но Урсула морфинистка и затягивает его ещё дальше в пропасть.
После окончания войны Красная Армия назначила его мэром Фельдберга. Фаллада очень серьёзно относится к новой службе и пытается обеспечить соблюдение закона и порядка, но терпит неудачу из-за своего пристрастия к снотворным таблеткам. После передозировки, Фалладу и Урсулу в бессознательном состоянии отправляют в госпиталь в Берлин. Выйдя из госпиталя со своей новой женой Урсулой, они продолжают злоупотреблять алкоголем, но он получает поддержку поэта Иоганна Бехера. У Фаллады созревает план написать роман о семейной паре, которая пытается в одиночку бороться против Гестапо. Для этой работы ему предоставляют документы реальной подобной истории. Рассказывая в редакции о своих планах Иоганну Бехеру, он видит человека, который презрительно на него смотрит — это Карл Грюнберг, который демонстративно уходит из комнаты, игнорируя рассказ Фаллады о его творческих планах. Фаллада снова начинает писать. Это позволяет ему закончить книгу «Пьющий», пока его жена собирает деньги на наркотики, продавая антиквариат. Он приходит в отчаянье, когда читает в газете открытое письмо, в котором Эльза-Мария Буконье говорит о жизни Фаллады.
Корреспондент с радиостанции навещает Фалладу дома и убеждает его прочитать на радио отрывки из романа «Каждый умирает в одиночку». Фаллада соглашается и приходит в радиостудию для читки, но теряет сознание, после чего оказывается в больнице. В больнице Фаллада впадает в бессознательное состояние. Доктор показывает Фалладу, сидящим в кресле-каталке и смотрящим в пустоту, в лектории института при больнице студентам-медикам для примера к чему приводит злоупотребление таблетками и алкоголем.
Ганс Фаллада умер в госпитале в феврале 1947 года в возрасте 53 лет. Свой писательский псевдоним он взял из сказки братьев Гримм о счастливчике Гансе и от имени сказочного говорящего коня Фалады из другой сказки о девушке, которая пасла гусей (Die Gänsemagd). Настоящее его имя было Рудольф Дитцен. Он родился в Грайфсвальде. Его детство было омрачено трагическим случаем, когда он решил со своим другом-школьником совершить самоубийство, и убив друга, он тяжело ранит себя, после чего его лечат в госпитале наркотическими таблетками. Пережив эту трагедию, он стал мечтать о карьере писателя.

## В ролях
- Йорг Гудзун (Ганс Фаллада)
- Ютта Ваховяк (Анна Фаллада)
- Катрин Засс (Урсула Лош)
- Коринна Харфух (Эльза-Мария Буконье)
- Ульрике Крумбигель (Аннализа)
- Марга Легаль (мать Фаллады)
- Вернер Диссель (доктор)
- Виктор Михайлов (советский офицер)

## Производство
Фильм «Фаллада — последняя глава» был снят рабочей группой художественных фильмов «Красный круг» (Roter Kreis), в мастерских ORWO.
Роланд Греф и Хельга Шютц отвечали за сценарий, а драматургия находилась в руках Кристель Греф.
Премьера фильма состоялась в качестве фильма открытия Национального фестиваля художественных фильмов ГДР 11 мая 1988 года в Карл-Маркс-Штадте, в кинозале Люксор-Паласт. В кинотеатрах Федеративной Республики он появился 21 сентября 1989 года. На телевидении ГДР впервые фильм был показан 21 сентября 1990 года на второй программе.

## Критика
Гельмут Ульрих в Neue Zeit:
«Шокирующая дань памяти этому великому писателю. И фильм высокого художественного качества. Драматургически изысканный. Превосходно снято (Роландом Дресселем). Эмоционально трогательно».
Хорст Кницш в Neues Deutschland:
«При всем уважении к этому произведению, может быть, самому зрелому режиссёру, остается критический остаток, с которым в конечном итоге определится зритель: пожалуй, только те, кто испытает глубокое сочувствие к особому характеру этой человеческой судьбы, к удручающей стороне его времени — я знаю о деле всей жизни Фаллады».
Детлеф Фридрих, газета Berliner Zeitung:
«Жизнь Фаллады в трудные времена и тщетные надежды для него после войны представлены захватывающими актерами захватывающим образом. Модное словечко кинокритика „Актёрский фильм“ — вот где ему место».
Lexikon des internationalen Films пишет, что фильм более убедителен как психологическое исследование распада личности между депрессией и агрессией, чем как критический образ времени в поэтически-документальной форме.

## Награды
- 1988: 5-й Национальный фестиваль художественных фильмов ГДР Карл-Маркс-Штадт: Гран-при за фильм как «совершенное произведение».
- 1988: 5-й Национальный фестиваль художественных фильмов ГДР «Карл-Маркс-Штадт»: приз за операторскую работу.
- 1988: 5-й Национальный фестиваль художественных фильмов ГДР Карл-Маркс-Штадт: приз за лучшую мужскую роль достается Йоргу Гудзуну.
- 1988: Государственный рейтинг: «Особо ценный»
- 1989: Международный кинофестиваль в Чикаго/США: «Серебряный Хьюго» за лучшую мужскую роль Йоргу Гудзуну.
- 1989: Приз критиков «Большой рот» от секции теории и критики Ассоциации создателей кино и телевидения ГДР — лучшая мужская роль 1988 — Йорг Гудзун